# Laurence Lemieux
Pour les articles homonymes, voir Lemieux.
Laurence Lemieux, née 22 avril 1986 au Kamouraska, est une autrice de bande dessinée québécoise. Elle obtient le Prix Bédélys fanzine en 2009.

## Biographie
Laurence Lemieux détient un baccalauréat multidisciplinaire en arts de l'Université du Québec à Chicoutimi.
Après avoir obtenu un Prix Bédélys en 2009 pour Rapport de stage, réalisé avec Pascal Girard,,, elle est de nouveau nommée en 2012 pour La Vie laisse un cerne (Colosse) dans la catégorie Prix Bédélys Indépendant.
Elle publie ensuite aux éditions de la Morue verte en 2012, Voyage au goût du Monde. Une aventure gastronomique en 52 semaines, 52 îles et 52 recettes , puis en 2014, Les Emplumés. Drôles d'oiseaux des Îles-de-la-Madeleine.
En 2013, elle illustre la bande dessinée Innu Meshkenu sur la vie  du Dr. Stanley Vollant, à la suite de la commande du Centre des Premières Nations Nikanite de l'UQAC.

## Publications
- Je ne suis pas seule, autoédition, 2008.
- Rapport de stage, avec Pascal Girard (dessin et scénario), autoédition, 2009.
- La Vie laisse un cerne, Colosse, 2012.